# Powiat Locarno
Locarno (wł. Circolo di Locarno) – powiat w Szwajcarii, w kantonie Ticino, w okręgu Locarno. Siedziba administracyjna powiatu znajduje się w miejscowości Locarno. 
Powiat składa się z trzech gmin (comune) o powierzchni 21,22 km² i o liczbie mieszkańców 19 235.

## Gminy
| Nazwa gminy | Powierzchnia km 2 | Liczba mieszkańców 31 grudnia 2021 |
| ----------- | ----------------- | ---------------------------------- |
| Locarno     | 18,69             | 16 075                             |
| Muralto     | 0,59              | 2 611                              |
| Orselina    | 1,94              | 699                                |